# Follonica
Follonica é uma comuna italiana da região da Toscana, província de Grosseto, com cerca de 21.680 (Cens. 2001) habitantes. Estende-se por uma área de 55,84 km², tendo uma densidade populacional de 388 hab/km². Faz fronteira com Massa Marittima, Piombino (LI), Scarlino, Suvereto (LI).

## Demografia
| Variação demográfica do município entre 1861 e 2011                               |
|                                                                                   |
| Fonte: Istituto Nazionale di Statistica (ISTAT) - Elaboração gráfica da Wikipedia |